# قتل در گورستان اتروسک
قتل در گورستان اتروسک (ایتالیایی: Assassinio al cimitero etrusco) که با نام کژدم با دو دُم (انگلیسی: The Scorpion with Two Tails) هم شناخته می‌شود، یک فیلم ترسناک ایتالیایی به کارگردانی سرجو مارتینو است که در سال ۱۹۸۲ منتشر شد.

## بازیگران
- پائولو مالکو
- کلاودیو کاسینلی
- ماریلو تولو
- واندیسا گوئیدا
- جان ساکسون
- ون جانسون
- جانفرانکو بارا
- مائوریتسیو ماتیولی
- کارلو مونی
- فرانکو گاروفالو